# Erotixxx Award
Els Erotixxx Award (eLine Award o Eroticline Award fins 2008) és un premi atorgat a la indústria del cinema per adults per la revista alemanya eLine (establert com a EAN), que s'havia presentat anualment del 2005 al 2009 com a part de la fira comercial Venus Berlin, un festival internacional de l'eròtic. Van ser els successors dels Venus Awards, que s'havien presentat fins al 2004 i després es van reprendre el 2010. A partir del 2010, l'Erotixxx Award va passar a formar part de la fira eròtica Erofame de Hannover i, des del 2011, només premia productes, joguines i empreses innovadores. Durant els anys de Venus Berlin, els guanyadors havien estat escollits per un jurat i per una votació d'administradors web o usuaris registrats de diversos llocs web eròtics alemanys. Després d'aquest temps, va passar a l'equip editorial d' eLine i EAN.

## Guanyadors de 2005
- Millor Pel·lícula Internacional - Robinson Crusoe (Private/VPS)[3][4]
- Millor Pel·lícula (Alemanya) - Der Boss[3]
- MIllor Pel·lícula Gai - Rising Sun
- Millor Sèrie - Straßenflirts (Street Flirts)
- Millor Director Internacional - Mario Salieri[3]
- Millor Director (Alemanya) - John Thompson[3]
- Millor Actor Gai - Cameron Jackson
- Millor Actriu Eròtica del Món - Savanna Samson[3][4]
- Millor Actriu (Europa) - Renee Pornero[3][4][5]
- Millor Actriu (Alemanya) - Vivian Schmitt[3][4]
- Millor Actor Internacional - Rocco Siffredi[3][4]
- Millor Actor (Alemanya) - Tobi Toxic[3][4]
- Millor Nouvingut (Alemanya) - Jana Bach[3][4][6]
- Millor Nouvingut Internacional - Brigitta Bulgari[4]

## Guanyadors del 2006

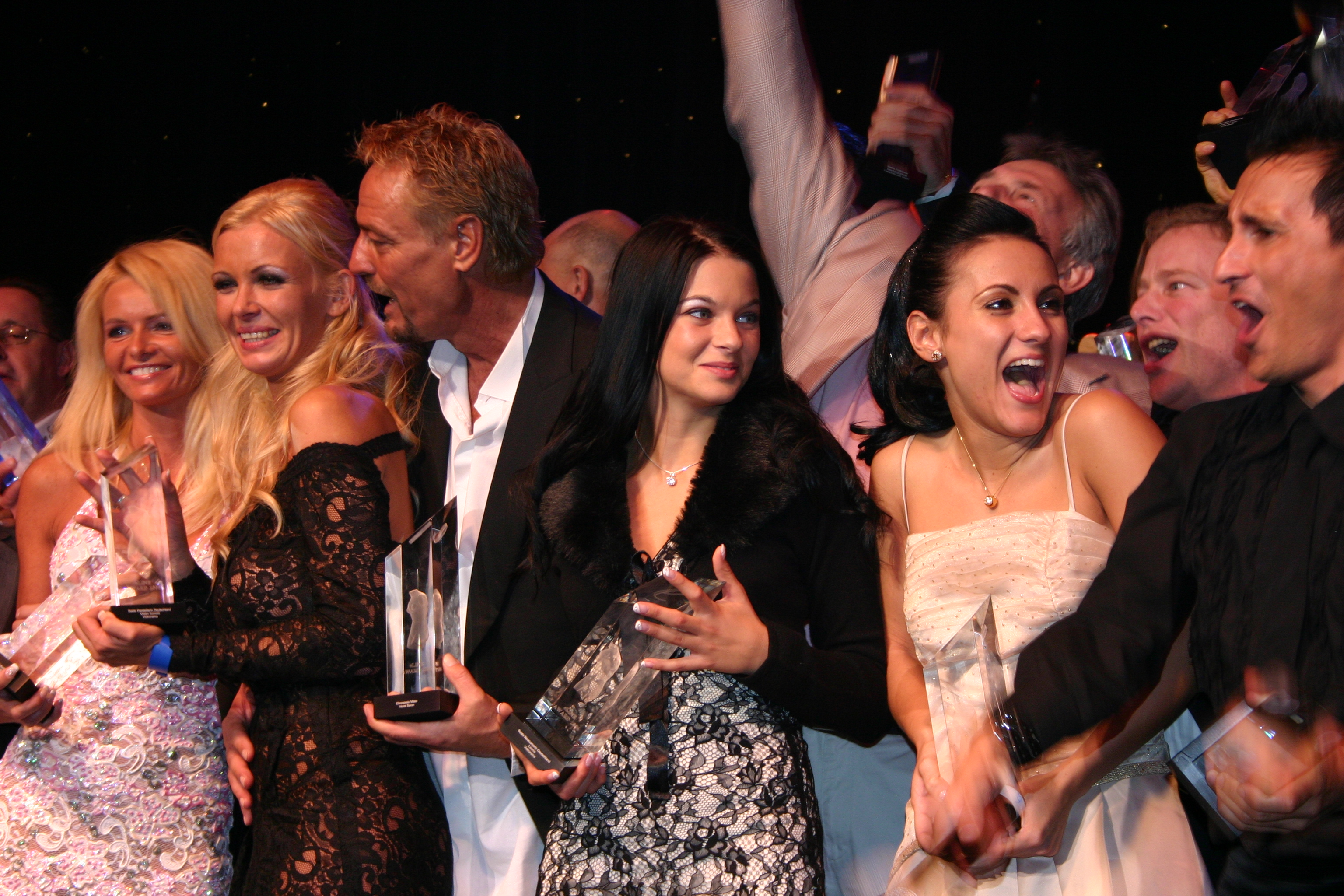
Alguns guanyadors de l’EroticLine 2006. Començant per l'esquerra: Nicoletta Blue, Vivian Schmitt, Horst Baron, Leonie Saint, Poppy Morgan and Conny Dachs.

- Millor Portal Adult - www.fundorado.de (Fundorado)[7]
- Millor Producte Innovador Online - www.privateonly.com (Cupido AG)[7]
- Millor Producció en Viu - www.6-chats.com (Intermax)[7]
- Special Award 2006 - Jvo Ganz (Swiss Business) & Ralf Dormann[7]
- Millor Cover - Venus Hill (erotic planet)[7]
- Millor Director Internacional Websites - Tom Byron (Shots Video)[7]
- Millor Director Alemanya - Nils Molitor (Magma Film)[7]
- Millor Segell Gonzo - 21sextury (MEE)[7]
- Millor Segell Fetitxista - Bizarre Europe (Sunset Media)[7]
- Millor Segell Nouvingu - Africa Extreme (VPS)[7]
- Millor Segell Nouvingut Internacional - girls mouth (John Thomson/MEE)[7]
- Millor Sèrie Alemanya - Popp oder Hopp (Inflagranti)[7]
- Millor Pel·lícula Internacional - Sex City (Private/VPS)[7]
- Millor Pel·lícula Alemanya - String Tanga (o Thong) (MMV)[7]
- Millor Actor Internacional - Tommy Gunn (Vivid)[7]
- Millor Actor Alemanya - Conny Dachs (Magma Film)[7]
- Millor Nouvingut Internacional - Roberta Missoni (Goldlight)[7]
- Millor Actriu Internacional Websites - Poppy Morgan (a2z)[7]
- Millor Actriu USA - Jessica Drake (Wicked/Paradise Film)[7]
- Millor Nouvingut Alemanya - Leonie (Videorama)[7][8][9]
- Millor Actriu Alemanya - Jana Bach (Inflagranti) & Vivian Schmitt (Videorama)[7]
- Millor Producta Innovador - Eros Explorer (Megasol)[7]
- Distribuïdor de l'any - Werner Berndt (MMG)[7]
- Millor Vendes - Videorama[7]
- Millor Nouvingut Company - erotic planet[7]
- Companyia de l'any - Magma Film[7]

## Guanyadors de 2007

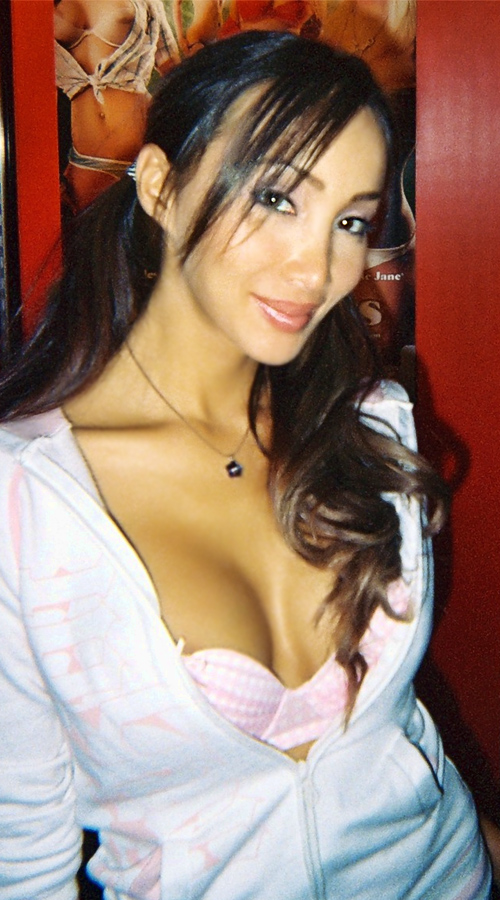
Katsuni a la Venus Fair 2007

- Millor Pel·lícula Europea - The Sexual Adventures of Little Red (Private - Louis Moire/Max Candy)[10][11]
- Millor Pel·lícula d'Alt Pressupost - Xcalibur (Woodman Entertainment)[11]
- Millor Pel·lícula d'adults per dones - Five hot stories for her (Thagson)[11]
- Millor Pel·lícula Alemanya - Cabaret (Magmafilm)[11]
- Millor Sèrie Alemanya - Kommst Du Mit? (INO GmbH)[11]
- Millor Sèrie Internacional - Ass Drippers (Paradise Film)[11]
- Millor Sèrie Gonzo: Max Hardcore – Shots Media[11]
- Millor Sèrie Internacional Lesbiana - Lesbian Seria (Media Entertainment Establishment Ehrenpreis)[11]
- Millor Segell Fetitx Alemany - Black Line (Inflagranti Film Berlin)[11]
- Millor Segelll Fetitx Internacional - Fetish Deluxe (Daring)[11]
- Millor German Nouvingut Label - Ti Amorz (Goldlight)[11]
- Millor Direcció Internacional - Hervé Bodilis (Marc Dorcel)[11]
- Millor Direcció Alemanya - Nils Molitor (Magmafilm)[11]
- Millor Actriu USA - Jesse Jane (Digital Playground)[11]
- Millor Actriu Alemanya - Leonie (Videorama)[8][9][11]
- Millor Actriu Europea - Yasmine (Marc Dorcel)[11]
- Millor Actor Alemany - Carlo Minaldi (Magmafilm)[11]
- Millor Actor Internacional - Greg Centauro (Paradise Film)[11]
- Millor Nouvingut Alemany - Mandy Blue (SD Evolution)[11]
- Millor Nouvingut Internacional - Carmen Hart (Wicked Pictures)[11]
- Empresària amb èxit de l'any USA - Tera Patrick (Teravision)[11]
- Empresària amb èxit de l'any Europa - Salma De Nora[11]
- Millor Pel·lícula Interactiva: InTERActive (Teravision/Hustler Europe)[11]
- Millor Segell Internacional Nouvingut - Jules Jordan Video - Playhouse[11]
- Premi Europeu d'Estil de Vida Adult - Larry Flynt[11]
- Millor Pel·lícula EUA - Debbie Does Dallas... Again (Vivid Entertainment)[11]
- Millor Segell Amateur - Homegrown Video - Pure Play Media[11]
- Millor Segell Nouvingut EUA - Swank Digital - Pure Play Media[11]
- Millor Cover - Lady Scarface (Adam & Eve Pictures/Little Hollywood)[11]
- Millor Pel·lícula R-Rated/Adult - Black Worm (Pulpo/Media Entertainment Establishment)[11]
- Millor Clàssic Adult - Herzog Video[11]
- Millor Sèrie Manga - Trimax[11]
- Millor Pel·lícula Eròtica R-Rated - Sexuelle Disziplinierung (Orion)[11]
- Millor Segell Niche - Robert Hill Releasing – Shots Media[11]
- Premi als Èxits Destacats en Vídeo - Video: Harry S. Morgan[8][11]
- Premi a la Dedicació a la Indústria - Vivian Schmitt (Videorama)[11]
- Premi als Assoliments Destacats - Roberta Missoni[11]
- Millor presentador Sex-TV - Jana Bach (Inflagranti Film Berlin) & Conny Dax (Beate Uhse TV)[11]
- Millor Actuació en Viu - Vivian Schmitt[8]

## Guanyadors de 2008
Els guanyadors foren:

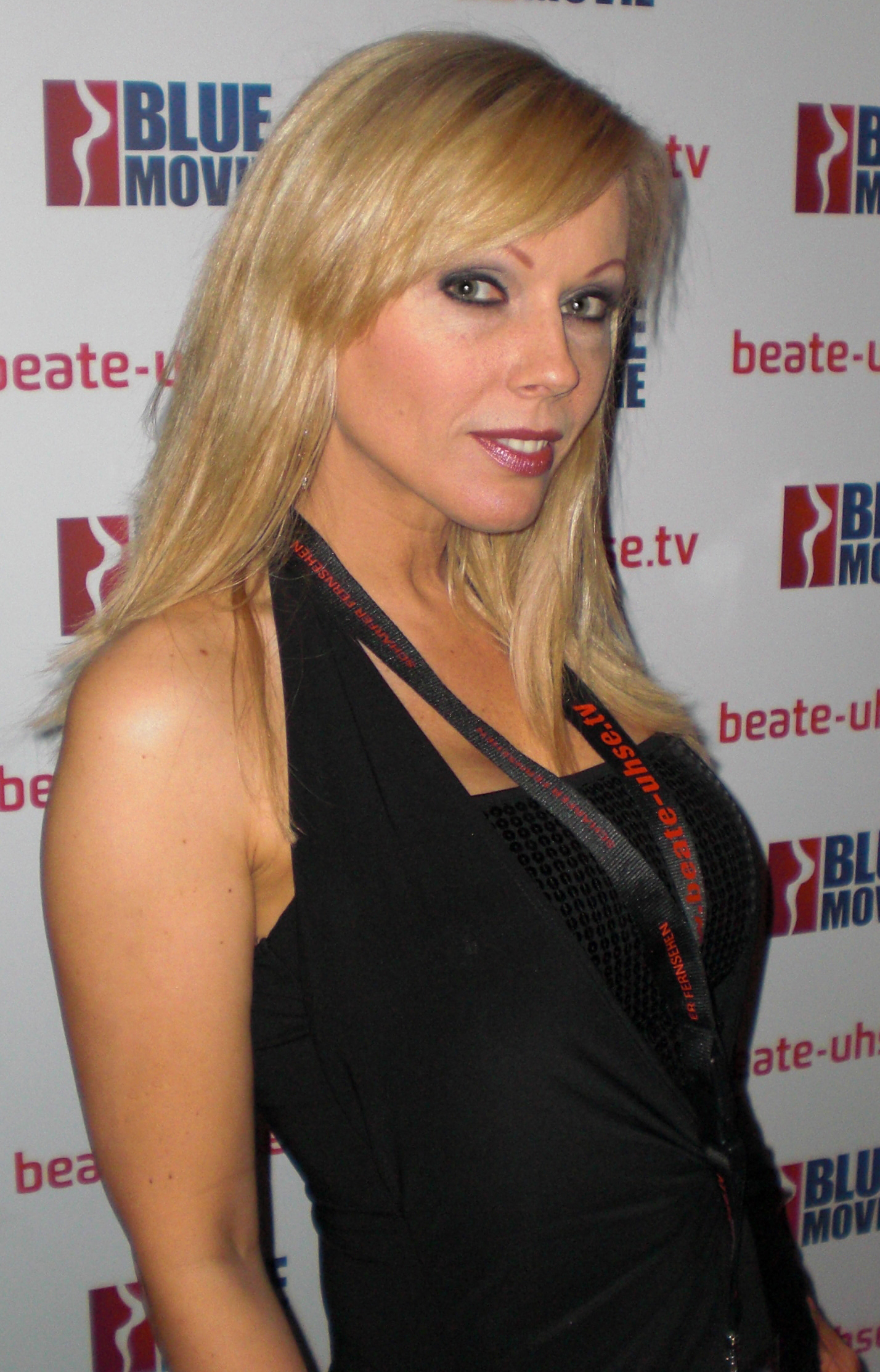
Kelly Trump a la Venus Fair, octubre de 2008

- Millor Pel·lícula EUA - Cry Wolf (Vivid/Paul Thomas)
- Millor Llargmetratge USA - Roller Dollz (Adam & Eve/Zero Tolerance)
- Pel·lícuila amb el més alt potencial - Pirates II: Stagnetti's Revenge (Digital Playground)[12]
- Millor Pel·lícula Europea - Casino - No Limit (Marc Dorcel)
- Millor Pel·lícula d'Alt Pressupost - Casino - No Limit (Marc Dorcel)
- Millor Director Europeu - Hervé Bodilis (Casino - No Limit)
- Millor Actriu Europea - Yasmine (Marc Dorcel)
- Premi Especial a la carrera - Marc Dorcel & Jessica Drake
- Millor Sèrie USA - Barely Legal (Hustler Video)
- Empresària de l'Any - Theresa Flynt (Hustler)
- Millor Segell Gonzo - Jules Jordan Video
- Millor Segell Internacional Nouvingut - Cruel Media
- Segell de l'Any - Daring Media
- Millor Segell Fetitx USA- HellHouse Media (Pure Play Media)
- Millor Actriu EUA - Jesse Jane (Digital Playground)[12]
- Millor Nouvingut EUA - Stoya (Digital Playground)[12]
- Millor Director EUA - Robby D. (Digital Playground)
- Millor Actor Internacional - Randy Spears (Wicked Pictures)
- Millor Segell Llenceria - Mistress Couture (Tera Patrick)
- Millor Canal de Televisió Eròtic - Beate Uhse TV
- Millor Internet TV Channel - PINK'O TV
- Millor Lloc Softcore - Flirtpub.de
- Companyia de l'any (pel·lícula) - INO GmbH (Alemanya)
- Companyia de l'any (joguines & consumibles) - Scala
- Millor producte innovador 2008 - We-Vibe
- Millor Col·lecció de Joguines (Alemanya) - Mae B. Toys (Beate Uhse AG)
- Millor Col·lecció de Joguines (Internacional) - Evolved Novelties
- Producte de l'Any - SEXERCISEME
- Millor Cover - Sexclusive (Sexsense/MEA)
- Millor Producte Niche - Robert Hill Releasing
- Millor Títol Blu-ray - Cabaret Berlin (Magma Film)
- Millor Llargmetratge (Europa) - Dogs World (Thagson)
- Premi als èxits pioners en pel·lícules per adults per a dones - Petra Joy
- Millor Documental - Lust Films Barcelona
- Millor Direcció (Fetitx) - Master Costello
- Millor Director Alemany - Karl Berg (INO GmbH)
- Millor Pel·lícula Gai Alemanya - Office Sluts (Berlin Star Film)
- Millor Pel·lícula Gai Internacional - UK Council Lads (LoadXXX)
- Millor Segell Fetitx Alemany - Paraphilia (Paradise Film)
- Millor Segell Fetitx Europeu - Girlpower (Sunset Media)
- Millor Segell Nouvingut Europeu - Sexsense (MEA)
- Millor Sèrie Alemanya - Die Luders (Goldlight Filmproduction)
- Millor Sèrie Europea - Virtual Sex with... (Playhouse)
- Millor Pel·lícula Alemanya - Heavy Dreams – Küche, Kiste, Bett (Inflagranti)
- Millor Nouvingut Amateur - Jüksel D.

- Millor Estrella Crossover (Alemanya) - Jana Bach
- Millor Estrella Crossover (Internacional) - Roberta
- Millor Actriu Sèrie - Alexa Bold (INO GmbH)
- Millor Actriu Fetitx - Mistress Gemini (Sunset Media)
- Animador de televisió més còmic per adults - J.P. Love
- Millor Nouvingut Alemany - Annina (Magmafilm/Blue Movie)
- Millor Nouvingut Europeu - Greta Martini (Goldlight Filmproduction)
- Millor Actriu Alemanya - Tyra Misoux (Magmafilm)
- Millor Actor Alemany - Greg Centauro (Paradise Film)

## Guanyadors de 2009
- Millor Pel·lícula Europea - Ritual (Marc Dorcel)[13]
- Millor National b2c Revista Eròtica Impresa - Happy Weekend[13]
- Millor canal de televisió eròtic nacional - HUSTLER TV Deutschland[13]
- Millor canal de televisió eròtic internacional - Dorcel TV[13]
- Millor Web per Adults - fundorado.com[13]
- Minorista de l’any (joguines & Consumibles) - Nice ´n` Naughty[13]
- Companyia de l'any – Film/Europe - eroticplanet[13]
- Companyia de l'any – Film/USA - Zero Tolerance[13]
- Companyia de l'any (joguines & Consumibles) - Scala/Playhouse[13]
- Millor Línia de Productes Internacional - Shunga (Eau Zone)[13]
- Millor Segell Llenceria - Red Corner by Cotelli Collection (ORION)[13]
- Millor Segell de Moda - Hustler Fashion[13]
- Millor Nouvingut Consumibles - Geisha Bodycare (Scala/Playhouse)[13]
- Millor venedor de l’Any - We-Vibe[13]
- Producte més innovador 2009 - Touché Ice (Shots Media)[13]
- Millor Col·lecció Total - Scala/Playhouse[13]
- Millor Director Europeu - Hervé Bodilis (Marc Dorcel)[13]
- Millor Director USA - Joone (Digital Playground)[13]
- Millor Segell Fetitx Alemany - Inflagranti[13]
- Millor Segelll Fetitx Internacional - Girlpower (Sunset Media)[13]
- Millor Sèrie Nouvingut Alemany - Mitten in Deutschland (Goldlight Film)[13]
- Millor Nouvingut Segell Gai - Skater-Boyz (Stoll Media/XY Distribution)[13]
- Millor Segell Gonzo- - Cruel Media (VPS Erotic Division)[13]
- Millor Segell Europeu 2009 - Daring! (Scala/Playhouse)[13]
- Millor Segell Internacional 2009 - Bizarre Brothers (Marlis Baukloh)[13]
- Millor Sèrie Alemanya - Nachbarin Gerda (Videorama)[13]
- Millor Sèrie Internacional - This Ain´t… (Hustler)[13]
- Millor Sèrie Amateur Alemanya - Traut Euch (Muschi Movie/INO GmbH)[13]
- Millor Sèrie Amateur Internacional - Real Punting (LoadXXX)[13]
- Millor Sèries Reality - Dominiques Fuck Akademie (Magmafilm)[13]
- Millor Pel·lícula Alemanya - Black and White 4U (Paradise Film)[13]
- Millor Llargmetratge - Die Waffen einer Frau (Goldlight Film)[13]
- Millor Pel·lícula EUA - Pirates II (Digital Playground)[13]
- Millor Pel·lícula Gai - Trained To Obey (A2Z-Distribution)[13]
- Millor Sèrie Gai 2009 - Triga (LoadXXX)[13]
- Millor Actor - Porn Fighter Long John[13]
- Millor Sèrie Actriu - Vanessa Jordin (Muschi Movie)[13]
- Millor Estrella Crossover 2009 - Maria Mia[13]
- Millor Nouvingut Alemany - Jasmine la Rouge (eroticplanet)[13]
- Millor Internacional Nouvingut - Janine Rose (Muschi Movie)[13]
- Millor Actriu Alemanya - Vivian Schmitt (Videorama)[13]
- Millor Actriu Europea - Tarra White (Marc Dorcel)[13]
- Millor Actriu Internacional - Mandy Bright (eroticplanet)[13]
- Estrella Naixent 2009 - Wanita Tan (Magmafilm)[13]
- Pornstar de l’any 2009 - Jana Bach (Inflagranti)[13]

## Guanyadors de 2010 (selecció)
- Millor actriu amateur: Sexy Cora
- Millor actriu internacional: Tarra White
- Millor debutant amateur: Lexis Note Brown
- Estrella emergent: Lena Nitro
- Millor actor: Titus Steel
- Millor actuació en directe: Maria Mia
- Millor pel·lícula: Body Heat (Digital Playground)
- Millor sèrie de pel·lícules "JAE" de Jae
- Estrella porno de l'any: Sharon da Vale
- Millor nouvingut alemany: Mia Magma
- Millor actriu amateur europea: Katie Gold
- Millor actriu alemanya: Jasmine la Rouge
- Millor actriu europea: Black Angelika
- Millor actriu dels EUA: Kayden Kross
- Millor equip de màrqueting: ORION
- Premi al rendiment excepcional de la indústria: Nick Orlandino[14]